# The Sullivans (Schiff, 1943)
Die USS The Sullivans (DD-537) ist ein Zerstörer der United States Navy und das erste Schiff, das diesen Namen trägt. Sie ist nach den Sullivan-Brüdern benannt. Das Schiff diente von 1943 bis 1965 in der US-Marine und ist heute ein Museumsschiff.

## Technik
Für ausführliche Angaben siehe den Artikel zur Klasse: → Fletcher-Klasse

## Geschichte

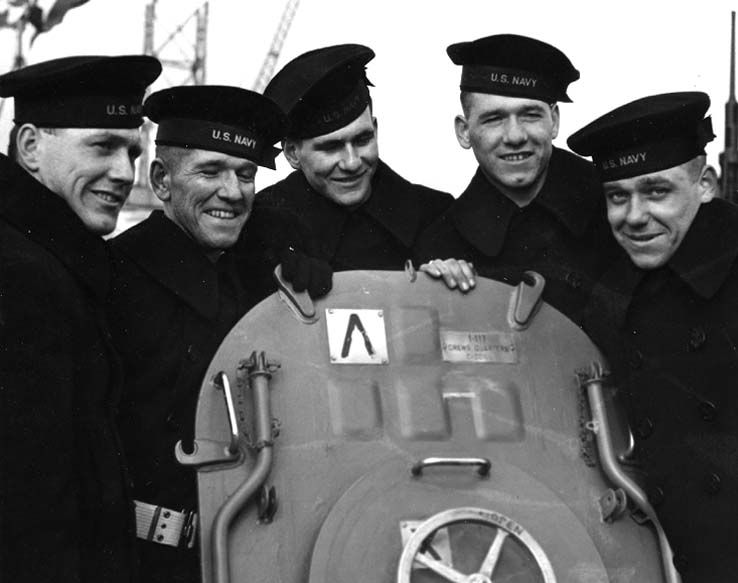
Die Sullivan-Brüder an Bord der USS Juneau (CL-52). Von links nach rechts: Joseph, Francis, Albert, Madison und George Sullivan

### Bau und Indienststellung
Der Zerstörer DD-537 wurde am 10. Oktober 1942 in San Francisco auf Kiel gelegt und sollte ursprünglich Putnam heißen. Der Name wurde am 6. Februar 1943 zu Ehren der fünf Sullivan-Brüder, die infolge der Versenkung des Kreuzers Juneau am Freitag, den 13. November 1942 in der Seeschlacht von Guadalcanal ums Leben gekommen waren, zu The Sullivans geändert. Das Schiff lief am 4. April 1943 vom Stapel; Taufpatin war Mrs Thomas F. Sullivan, die Mutter der fünf Brüder. Am 30. September 1943 wurde die The Sullivans in Dienst gestellt.

### Zweiter Weltkrieg
Unter dem Kommando von Commander Kenneth Gentry erreichte die The Sullivans am 28. Dezember 1943 Pearl Harbor. In den nächsten 18 Monaten wurde sie bei verschiedenen Operationen als Geleitschutz, zum Küstenbombardement oder als Anti-Kamikaze-Vorposten eingesetzt. Beispielsweise diente sie zur Abschirmung von Flugzeugträgern bei Luftangriffen auf das Kwajalein-Atoll im Rahmen der Schlacht um Kwajalein sowie auf Truk im Rahmen der Operation Hailstone. Dabei schoss sie am 29. April 1944 ihr erstes Flugzeug ab.
Am 28. September 1944 wurde die The Sullivans beschädigt, als sie in Saipan gegen das Schlachtschiff Massachusetts gedrückt wurde. Sie musste auch den verheerenden Taifun Cobra, der am 18. Dezember 1944 die Task Force 38 etwa 200 Seemeilen östlich der Philippinen schwer traf, überstehen.
Bei verschiedenen Gelegenheiten unterstützte die The Sullivans andere Schiffe, die bei Angriffen beschädigt worden waren. So begleitete sie beispielsweise die am 17. Februar durch einen Torpedotreffer schwer beschädigte Intrepid.
Sie übernahm 118 Seeleute von der am 16. Oktober 1944 torpedierten Houston sowie 166 Überlebende von der Bunker Hill, die am 11. Mai 1945 von zwei Kamikazefliegern getroffen worden war.
Ihre letzte Kampfhandlung im Zweiten Weltkrieg erlebte die The Sullivans, als sie am 14. Mai 1945 während der Unterstützung der Enterprise ein Flugzeug abschoss. Am 10. Januar 1946 wurde sie in San Diego außer Dienst gestellt.

### Koreakrieg
Am 6. Juli 1951 wurde die The Sullivans für den Dienst im Korea-Krieg wieder in Dienst gestellt. Sie diente als Geleitschutz für die Flugzeugträger und führte Küstenbombardements zur Unterstützung der Bodentruppen durch. Zu ihren bevorzugten Zielen gehörten dabei Bahnhöfe, Eisenbahnzüge und -Tunnel.

### Kalter Krieg
Ab April 1954 wechselte die The Sullivans zwischen Operationen vor der Ostküste der Vereinigten Staaten und im Mittelmeer. Insbesondere unterstützte sie die Landungen in Beirut während der Libanonkrise 1958.
Am 5. Mai 1961 nahm der Zerstörer an der Weltraummission Mercury-Redstone 3 teil, indem er bei der Rückkehr des Astronauten Alan Shepard unterstützte.
Während der Kubakrise im Oktober 1962 war die The Sullivans an der Seeblockade von Kuba beteiligt.

### Museumsschiff

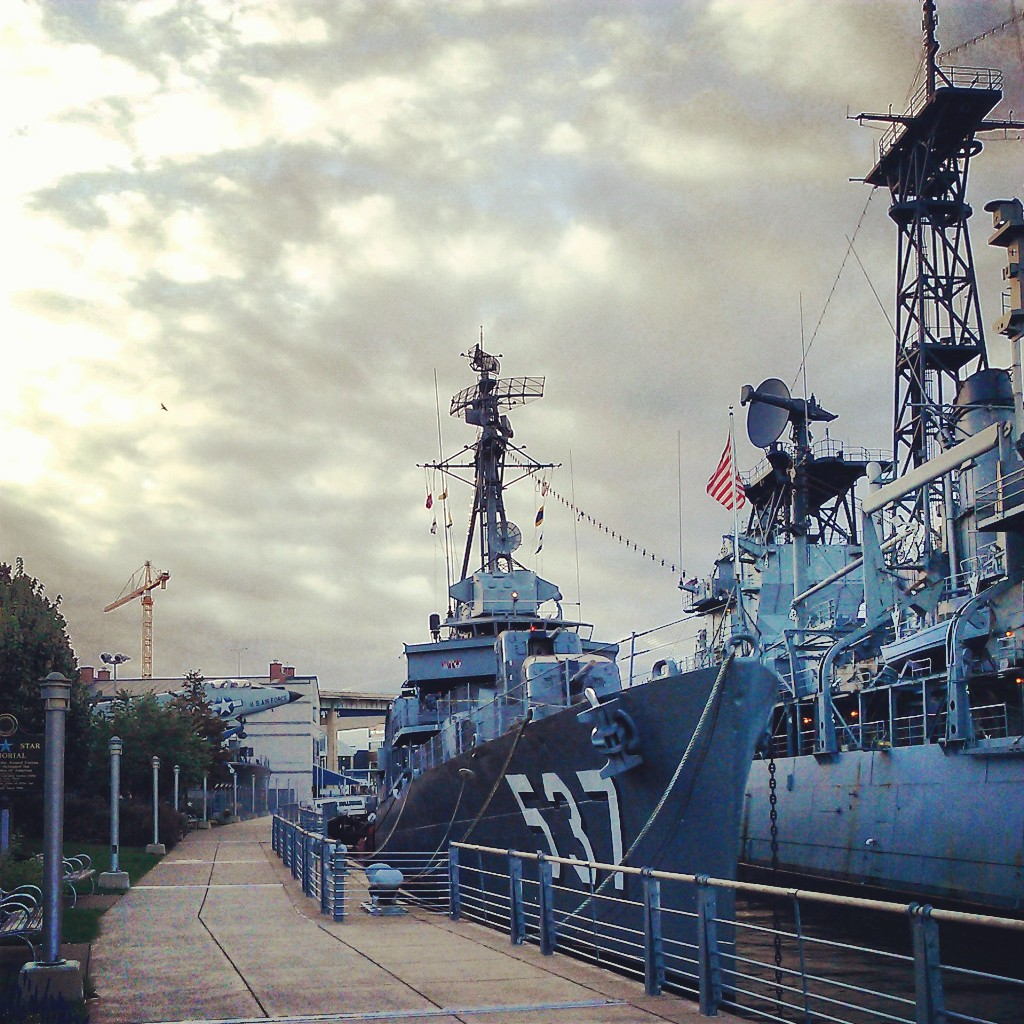
Der Zerstörer The Sullivans (links) neben dem Kreuzer Little Rock

Am 7. Januar 1965 wurde die The Sullivans in Philadelphia außer Dienst gestellt. Danach lag sie in der Philadelphia Naval Shipyard, bis sie 1977 von der Stadt Buffalo erworben wurde, um als Museumsschiff ausgestellt zu werden. Heute liegt sie neben dem Leichten Kreuzer Little Rock und dem U-Boot Croaker im Buffalo and Erie County Naval & Military Park.
Am 14. Januar 1986 erhielt das Schiff den Status eines National Historic Landmarks und wurde in das National Register of Historic Places eingetragen.

### Wassereinbruch
Am 13. April 2022 begann in die im Museumshafen vertäute The Sullivans durch einen Riss Wasser einzudringen. In der Folge versank sie mit Schlagseite nach Steuerbord von mittschiffs bis achtern im flachen Wasser. Durch den massiven Einsatz von herangeführten Lenzpumpen konnte im Laufe des 14. April ein weiteres Absinken verhindert werden. Bereits im Vorjahr hatten überfällige Instandsetzungsarbeiten begonnen, für die Spenden in Höhe von einer Million US-Dollar gesammelt worden waren. Die Arbeiten waren für den Winter unterbrochen worden und hätten nach Angaben des Museumsleiters am 18. April wieder aufgenommen werden sollen.